# ABS-CBN
ABS-CBN 주식회사(ABS-CBN Corporation 에이비에스-씨비엔 코퍼레이션[*], ABS-CBN 에이비에스-씨비엔[*])은 필리핀의 민영방송국이자 필리핀 최대의 미디어 기업이다. 본사는 케손시티에 있으며, 전국적으로 25개 이상의 지역 방송을 거느리고 있다.
ABS-CBN은 지역별로 71개의 텔레비전 방송국을 거느리고 있으며, 25개의 직영국, 38개의 중계국, 8개의 제휴 방송국으로 구성되어 있다. 이중 ABS-CBN의 중심방송국은 메트로 마닐라의 DWWX-TV (채널 2번)이다.
ABS-CBN이란 명칭은 1953년에 개국한 ABS(알토 방송, Alto Broadcasting System)와 1956년에 개국한 CBN(크로니클 방송, Chronicle Broadcasting Network)의 두 방송국이 1967년에 합병하면서 지어진 명칭이다.
2020년 2월 필리핀 국가통신위원회가 해당 방송이 로드리고 두테르테에 비판적이라는 논조를 이유로 ABS-CBN에 대한 라이선스 갱신을 거부하게 되었고 5월 5일 NTC가 ABS-CBN에 폐지 명령을 내리면서, ABS-CBN은 사실상 방송 기능을 상실하였다. 다만 이후 방송권은 6월 13일 개국하는 자사 신생 위성방송인 카파밀야 채널으로 넘어가고, 2020년 10월 11일 조에 방송 네트워크(ZOE Broadcasting Network)와 함께 A2Z를 개국하였다.

## 연혁

ABS-CBN의 구 로고 (2000년 1월 1일~2013년 12월 31일)

- 1946년 6월 13일: BEC(볼리나오 전자 회사, Bolinao Electronics Corporation)가 아시아 최초의 민영 방송으로 설립.
- 1953년 10월 23일: BEC가 ABS로 개칭, ABS의 첫 방송 시작. (콜사인 DZAQ-TV, 채널 3)[2]
- 1956년 : CBN의 첫 방송 시작. (콜사인 DZXL-TV, 채널 9)
- 1961년 7월 24일 : ABS의 첫 지역 방송 시작 (세부)
- 1966년 : 필리핀 최초이자 동남아시아 최초의 첫 컬러 텔레비전 방송 송출 시작.[2]
- 1967년 : DZAQ-TV 3 (ABS)과 DZXL-TV 9 (CBN)이 합병하여 ABS-CBN으로 개칭. (호출부호는 DZAQ-TV로 통합)
- 1969년 : 마닐라 지역 채널 번호를 2번으로 변경.
- 1971년 : 컬러 방송 비율 100% 달성.[2]
- 1972년 : 필리핀 최초의 전국 전체 방송.
- 1972년 : 필리핀 마르코스 독재 정권의 언론탄압으로 14년 동안 폐국. 그 자리를 14년간 "BBC TV 2(바나와우 방송, 필리핀 마르코스 정권 산하의 괴뢰 공영방송국)"가 채움. (콜사인 DWWX-TV)
- 1986년 : 필리핀 마르코스 독재정권의 붕괴로 부활.
- 1992년 : 필리핀 최초의 지역 전체 방송.
- 1994년 : 필리핀 전역 국내 위성 방송 실시.
- 2015년 2월 11일 : 필리핀 최초의 디지털 텔레비전 방송 실시. 방식은 ISDB-T.[3]
- 2020년 5월 2일 : 필리핀 국가통신위원회가 ABS-CBN의 라이선스 갱신을 거부함.
- 2020년 5월 5일 : ABS-CBN 재폐국
- 2020년 6월 13일 : 카파밀야 채널 개국

## 주요 프로그램

### 뉴스 및 정보·와이드 쇼
- TV 패트롤(TV Patrol) : 저녁 뉴스 (1987년~)
- 호이 기싱!(Hoy Gising!) (1992년~2001년)
- 마간당 가비 바얀(Magandang Gabi, Bayan) (1988년~2005년)
- 살라마트 도크(Salamat Dok) (2004년~)
- 레이티드 K(Rated K) (2004년~)
- S.O.C.O. (2005년~)
- 반딜라(Bandila) : 심야 뉴스 (2006년~)
- 우마강 카이 간다(Umagang Kay Ganda) : 아침 정보 프로그램 (2007년~)
- 파일론 응아욘(Failon Ngayon) (2009년~)
- 보텀라인 위드 보이 아분다(The Bottomline with Boy Abunda) (2009년~)

### 오락·버라이어티
- 피노이 빅 브라더(Pinoy Big Brother) : 리얼리티 프로그램 (2005년~)
- ASAP : 음악 버라이어티 프로그램 (1995.2.5~)
- 필리피나스 갓 탤런트(Pilipinas Got Talent) (2010년~)

### 인포테인먼트
- 날리지 파워(Knowledge Power) (1998년~2004년)
- 마탕라윈(Matanglawin) (2008년~)

### 시트콤
- 고잉 바나나스(Goin' Bananas) (1986~1991)
- 앙 TV(Ang TV) (1992~1997)
- 홈 어롱 더 리레스(Home Along Da Riles) (1992~2003)
- 고잉 불리릿(Goin' Bulilit) (2005년~)
- 바나나 스플리트(Banana Split) (2008년~)
- 홈 스위티 홈(Home Sweetie Home) (2014년~)

### 토크쇼
- 간당 가비 바이스(Gandang Gabi, Vice!) (2011년~)
- 투나잇 위드 보이 아분다(Tonight with Boy Abunda) (2015년~)
- 마간당 부하이(Magandang Buhay) (2016년~)

### 드라마

#### 한국드라마
- 구르미 그린 달빛
- 파리의 연인
- 쓸쓸하고 찬란하神 - 도깨비
- 발리에서 생긴 일
- 봄의 왈츠
- 푸른 바다의 전설
- 사랑하는 은동아
- 왕관을 쓰려는 자, 그 무게를 견뎌라 - 상속자들
- 엔젤 아이즈
- 꽃보다 남자
- 루루공주
- 궁
- 그린 로즈
- 백만장자와 결혼하기
- 101번째 프러포즈
- 1%의 어떤 것
- 마이걸
- 울랄라 부부
- 미스 리플리

## 같이 보기
- 산다라박
- ABS-CBN 스포츠 앤 액션